# Alberto Vilasboas dos Reis
Alberto Vilasboas dos Reis (Soledade, 7 september 1946 - Porto Alegre, 19 september 2003) was een Braziliaans voetballer, ook bekend onder spelersnaam Bebeto. 

## Biografie
Bebeto begon zijn carrière in 1966 bij 14 de Julho. In 1968 speelde hij kort voor de grotere clubs Corinthians en Internacional, maar kon hier niet doorbreken. In 1970 trok hij naar Grêmio en in 1971 naar Bahia, waarmee hij het Campeonato Baiano won. In 1976 speelde hij bij Caxias aan de zijde van Luiz Felipe Scolari. In zijn laatste jaren wisselde hij vaak tussen Gaúcho en 14 de Julho. 